# Sedmimílový most
Sedmimílový most (Seven Mile Bridge) se nachází na jihu amerického státu Florida. Je nejdelším mostem z celkem 43 mostů souostroví Florida Keys, kde spojuje ostrovy Knight's Key a Little Duck Key. Měří 6,79 míle (10 931 metrů).
Most byl uveden do provozu v roce 1982 jako nejdelší segmentový most na světě. Tvoří jej 288 dílů z předpjatého betonu. Asi uprostřed se most zvedá do výrazného oblouku o výšce 20 metrů, aby pod ním mohly proplouvat lodě. Byl postaven nákladem 45 milionů dolarů.
Podél mostu se táhne jeho starší předchůdce – původně železniční most postavený v letech 1909 až 1912.

## Historie
Jako první překlenul 11 km otevřeného moře železniční most. Byl nejdelší ze série řady dalších, díky kterým roku 1912 dojel do Key West na jihu souostroví první vlak. Duší na svou dobu velmi odvážného projektu byl podnikatel Henry Flagler, který stál za železniční společností Florida East Coast Railway.

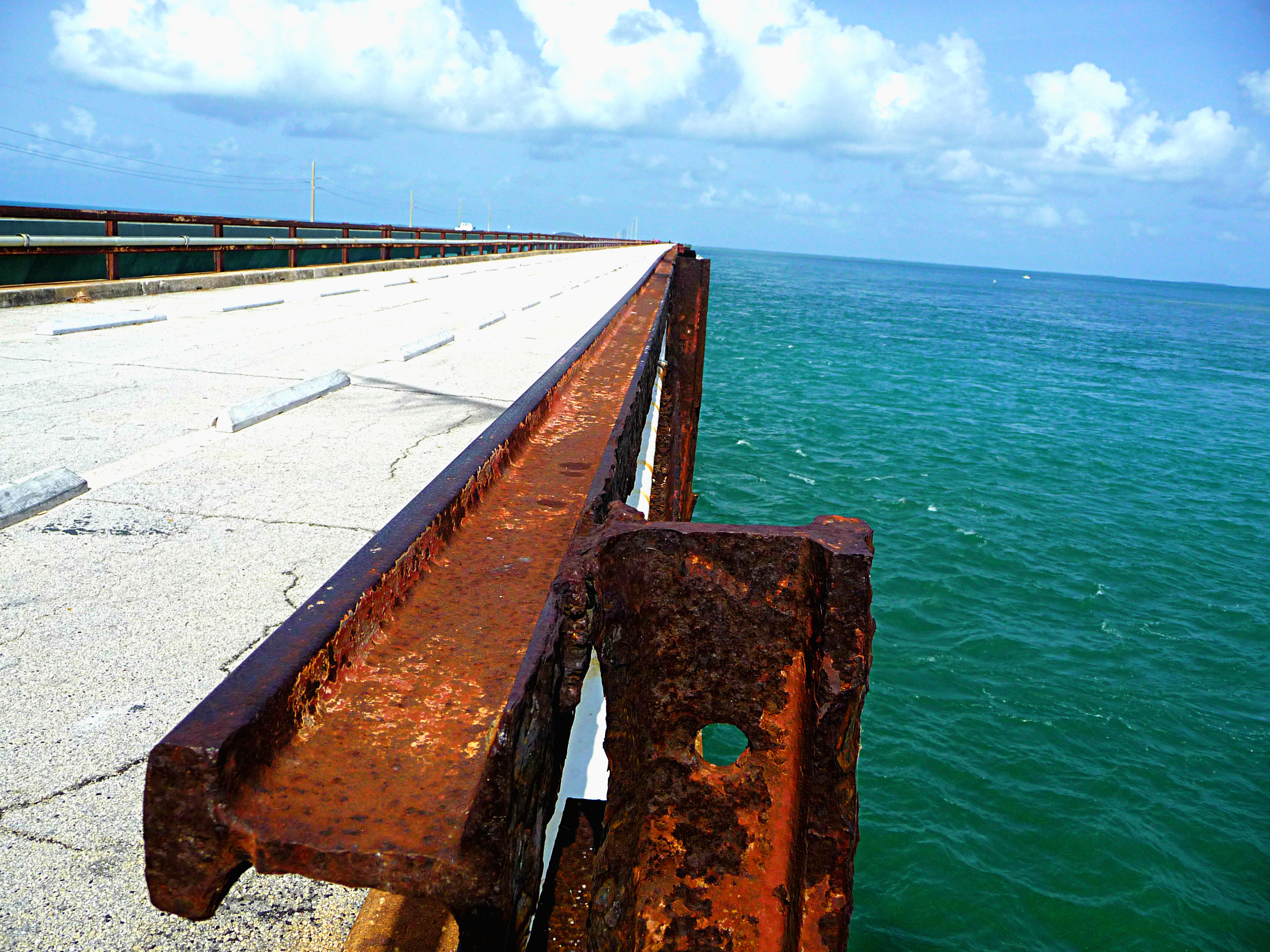
Původní sedmimílový most se zábradlím z kolejnic

O 23 let později, 2. září 1935, nejhorší hurikán v historii Floridy (o rychlosti přes 300 km/h) první sedmimílový most i další části tratě mezi ostrovy významně poničil. Železniční společnost neměla na opravu peníze a těleso trati pak odkoupil stát. Železnice už nebyla obnovena a most byl během tří let upraven na silniční. Původní kolejnice přitom byly využity jako zábradlí.
Výstavba nového sedmimílového mostu začala v roce 1978 a trvala čtyři roky. Starému mostu, který byl postupně považován za „Flaglerovo bláznovství“ i osmý div světa, se dnes říká „nejdelší rybářské molo na světě“.

## Seven Mile Bridge Run
Od dokončení nového mostu se na něm každoročně v dubnu běhá závod Seven Mile Bridge Run. Počet zájemců výrazně převyšuje počet startujících, který je z bezpečnostních důvodů omezen na 1500. S výjimkou závodu, kdy je na mostě zastavena doprava, je na něj chodcům vstup zakázán.

## Ve filmu
Sedmimílový most je oblíbenou filmovou kulisou - natáčely se na něm např. scény z bondovky Povolení zabíjet nebo komedie Pravdivé lži.